# Stephanocircus simsoni
Stephanocircus simsoni är en loppart som beskrevs av Rothschild 1905. Stephanocircus simsoni ingår i släktet Stephanocircus och familjen Stephanocircidae. Inga underarter finns listade i Catalogue of Life.